# San Pedro de Rozados (kommunhuvudort)
San Pedro de Rozados är en kommunhuvudort i Spanien.   Den ligger i provinsen Provincia de Salamanca och regionen Kastilien och Leon, i den centrala delen av landet, 180 km väster om huvudstaden Madrid. San Pedro de Rozados ligger 976 meter över havet och antalet invånare är 343.
Terrängen runt San Pedro de Rozados är platt. Runt San Pedro de Rozados är det glesbefolkat, med 10 invånare per kvadratkilometer. Närmaste större samhälle är Terradillos, 17,3 km öster om San Pedro de Rozados. Trakten runt San Pedro de Rozados består i huvudsak av gräsmarker.